# 辻重五郎
辻 重五郎（つじ じゅうごろう、1939年（昭和14年）7月11日 - ）は、日本の政治家、教諭。元兵庫県丹波市長（3期）。

## 略歴
- 1939年（昭和14年） - 兵庫県丹波市にて生まれる。
- 1962年（昭和37年） - 法政大学法学部を卒業。
- 1963年（昭和38年） - 中学校教諭に採用される。
- 1994年（平成6年） - 兵庫県教育委員会義務教育課長に就任する。
- 1998年（平成10年） - 兵庫県立教育研修所所長に就任する。
- 2000年（平成12年） - 兵庫県立障害児教育センター所長に就任する。
- 2002年（平成14年） - 氷上郡教育委員会教育長に就任する。
- 2004年（平成16年）
  - 11月1日 - 氷上町・柏原町・青垣町・春日町・山南町・市島町が合併し丹波市が誕生。
  - 12月5日 - 丹波市長選挙で初当選。同日就任[2]。
- 2008年（平成20年） - 丹波市長選挙で無投票により再選。
- 2012年（平成24年） - 丹波市長選挙で3選。
- 2019年（令和元年） - 旭日小綬章受章[3]。